# Дерман, Григорий Львович
Григорий Львович Дерман (1890—1983) — советский патологоанатом. Доктор медицинских наук (1936), профессор (1940).

## Биография
Окончил медицинский факультет Харьковского университета (1913). В 1916—1941 годах работал в патологоанатомическом отделении Института лабораторной диагностики в Харькове (ассистент, зав. отделом, директор, научный руководитель). Одновременно в 1919—1927 работал в Харьковском медицинском институте; в 1930—1941 и в 1944—1945 гг. возглавлял кафедру патологической анатомии Харьковского института усовершенствования врачей, а в 1932—1941 и 1945—1971 гг. — 2-го Харьковского медицинского института. Во время Великой Отечественной войны, в 1941—1944 годах — — зав. кафедрой патологической анатомии Ижевского медицинского института.
С 1971 года был научным консультантом кафедры Харьковского медицинского института.
Инициатор создания Центра по изучению перинатальной патологии и консультативного центра по изучению биопсий в Харькове. На протяжении многих лет был председателем Харьковского общества патологоанатомов.

## Научные работы
- «К вопросу об опухолях языка» // ВД. — 1924. — № 24-26;
- Пособие к вскрытию трупов: С элементами гистологической техники / Проф. Г. Л. Дерман; Под ред. проф. П. А. Кучеренко. — Киев; [Днепропетровск]: Госмедиздат, 1936 (Днепропетровск: книжная полигр. ф-ка им. 25-летия ВКП(б)). — 200 с.
- «Роль патологоанатомов в работе Харьковского медицинского общества» (К 85-летию ХМО) // ВД. — 1946. — № 11-12;
- «Классификация первичных раков легких» // Труды 3-го Всесоюзного съезда патологоанатомов. — Москва, 1960;
- «Возможные пути оттока при облитерации магистральных артерий нижних конечностей» // Мат. науч. конф. «Актуальные вопросы теоретической и клинической медицины». — Киев, 1966.
- К исторической характеристике патолого-анатомической мысли. — Харьков: «Научная мысль»